# 篠原台
篠原台（しのはらだい）は兵庫県神戸市灘区の町名。
令和2年国勢調査（2020年10月1日）における世帯数717、人口1,505、うち男性812人、女性693人。郵便番号は657-0016。

## 地理
東は都賀川左支流六甲川を隔てて鶴甲でその南に六甲台町、西南は篠原伯母野山町、北東は背山の篠原、北は大月台。

## 歴史
旧・篠原字（篠原村）北方の山林を切り開いた宅地である。

## 施設
- 六甲浄水場
- デイリーサービスセンター

## 災害
平成30年西日本豪雨により土砂崩れが発生。この土砂崩れにより家屋が8軒全壊。
怪我人、死傷者はなし。